# U-174
U-174 — большая океанская немецкая подводная лодка типа IX-C, времён Второй мировой войны. 
Заказ на постройку лодки был отдан судостроительной компании АГ Везер в Бремене 23 декабря 1939 года. Лодка была заложена 2 января 1941 года под строительным номером 1014, спущена на воду 21 августа 1941 года, 26 ноября 1941 года под командованием фрегаттен-капитана Ульриха Тило вошла в состав учебной 4-й флотилии. 1 августа 1942 года вошла в состав 10-й флотилии. Лодка совершила 3 боевых похода, в которых потопила 5 судов (30 813 брт). 27 апреля 1943 года потоплена к югу от Ньюфаундленда в районе с координатами 43°35′ с. ш. 56°18′ з. д. глубинными бомбами самолёта US Ventura. Все 53 члена экипажа погибли.

## Потопленные суда
| Имя           | Тип                | Принадлежность | Дата            | Тоннаж (БРТ) | Груз                                                                 | Судьба   | Место                    |
| Marylyn       | грузовое судно     | Великобритания | 31 октября 1942 | 4 555        | 6600 тонн генерального груза                                         | потоплен | 0°46′ ю. ш. 32°42′ з. д. |
| Elmdale       | грузовое судно     | Великобритания | 1 ноября 1942   | 4 872        | 8300 тонн генерального груза, включающего уголь и военное снаряжение | потоплен | 0°17′ с. ш. 34°55′ з. д. |
| Zaandam       | пассажирское судно | Нидерланды     | 2 ноября 1942   | 10 909       | 600 тонн генерального груза, 7000 тонн медной и хромовой руды        | потоплен | 1°25′ с. ш. 36°22′ з. д. |
| Besholt       | грузовое судно     | Норвегия       | 2 декабря 1942  | 4 977        | олово, медь, пальмовое масло                                         | потоплен | 3°20′ с. ш. 30°30′ з. д. |
| Alcoa Rambler | грузовое судно     | США            | 15 декабря 1942 | 5 500        | 7243 тонны угля                                                      | потоплен | 3°51′ ю. ш. 33°08′ з. д. |